# Список умерших в 1009 году

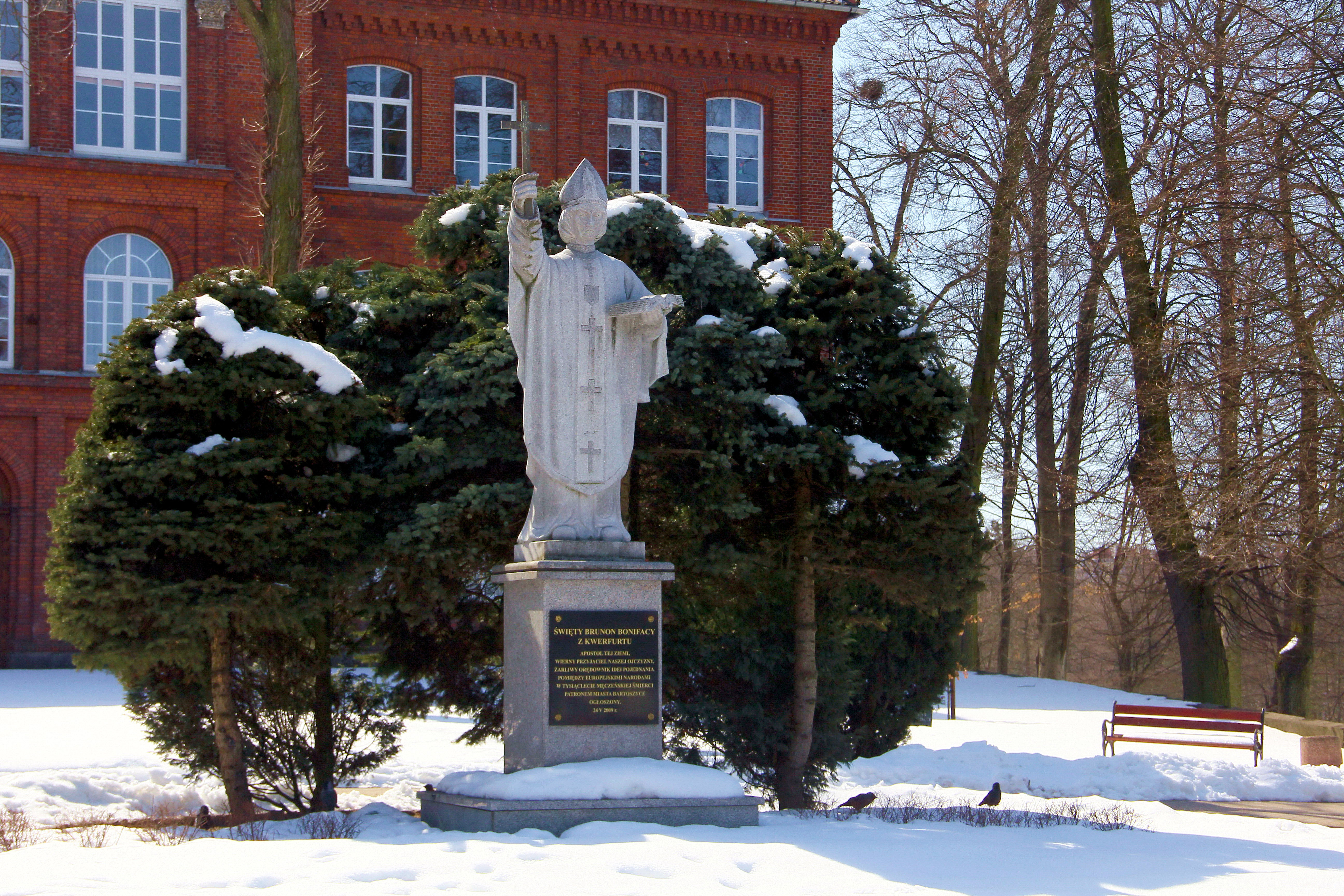
Бруно Кверфуртский

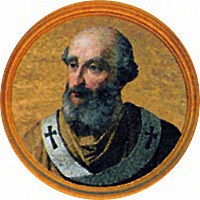
Иоанн XVIII

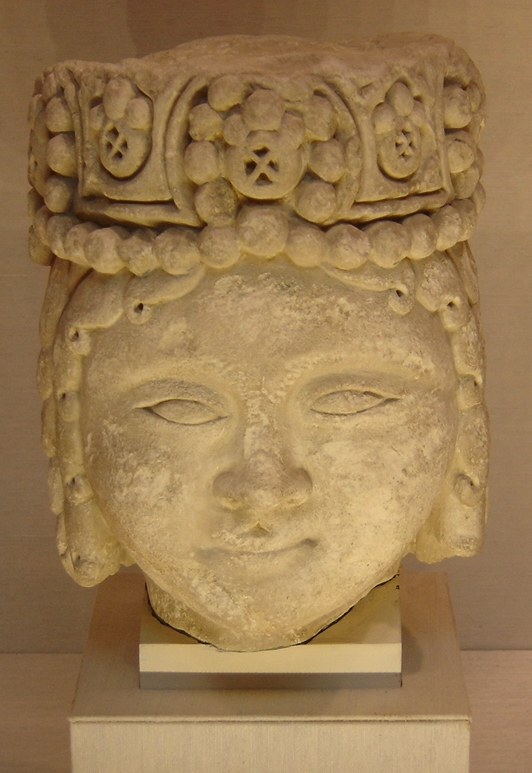
Сельджук

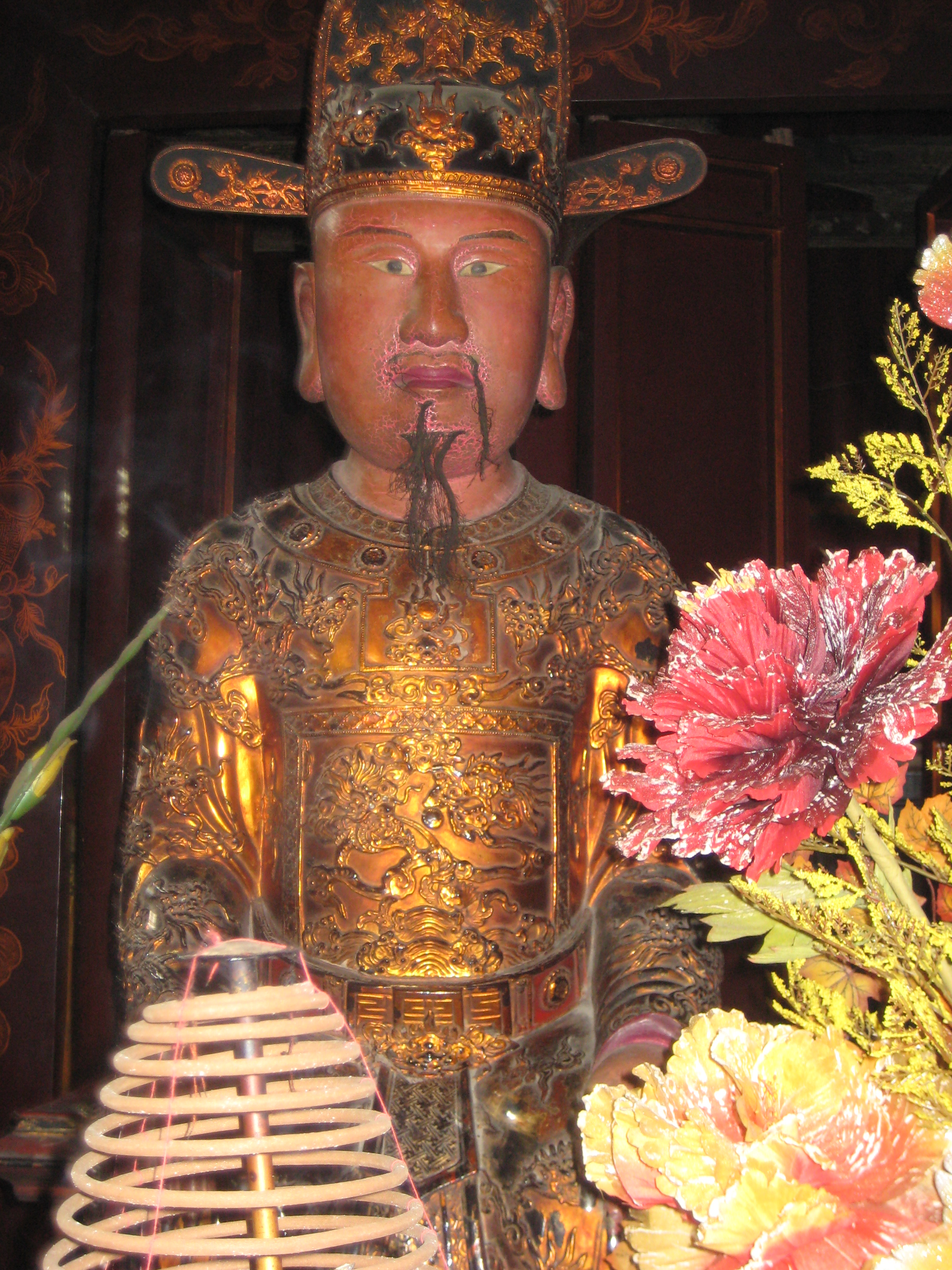
Ле Лонг Динь

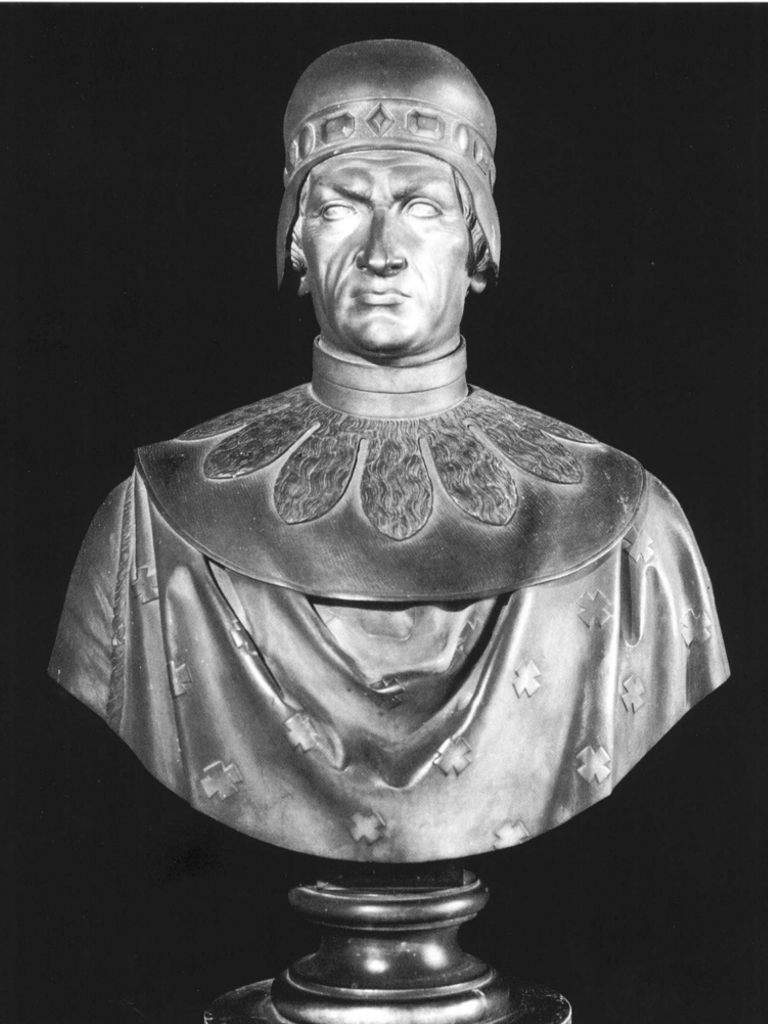
Орсеоло, Пьетро II

В этой статье представлен список известных людей, умерших в 1008 году.
См. также: Категория:Умершие в 1009 году

## Февраль
- 14 февраля — Бруно Кверфуртский — святой, апостол Пруссии, граф
- 24 февраля — Мокчон — правитель корейского государства Корё с 997 года.

## Март
- 3 марта — Абд ар-Рахман Санчуэло — первый министр Кордовского халифата с 1008 года.
- 6 марта Ретар[нем.] — епископ Падерборна (983—1009)
- Халяф ибн Ахмад — последний эмир Систана из династии саффаридов (963—1002) (умер в марте)

## Апрель
- 3 апреля — Бернар I Гильом — герцог Гаскони с 996 года.

## Май
- 31 мая — Ибн Юнис, Абу-л-Хасан — арабский астроном

## Июль
- 18 июля — Иоанн XVIII — папа римский с 1004 года.

## Ноябрь
- 13 ноября — Деди I фон Веттин — граф в Северном Гассегау (Мерзебурга) с ок. 997 года

## Дата неизвестна или требует уточнения
- Абу-л-Хасан Али ибн Мамун — хорезмшах (с 997) из династии Мамунидов.
- Адемар — герцог Сполето (998—999), князь Капуи (1000).
- Ле Лонг Динь[англ.] — последний вьетнамский император из династии ранних Ле с 1005 года.
- Орсеоло, Пьетро II — 26-й венецианский дож (с 991 года).
- Сельджук — 1-й бек тюркской династии Сельджукидов.
- Императрица Сяо[англ.] (род. 932) — императрица империи киданей Ляо (969—982), жена императора Цзин-цзуна